# Sennwald
Sennwald ist eine politische Gemeinde und eine Ortschaft in der Region und im Wahlkreis Werdenberg im Kanton St. Gallen, Schweiz.

Luftbild von Werner Friedli (1964)

## Geographie
Die Gemeinde hat 6269 Einwohner und besteht aus den Ortschaften Sennwald, Frümsen und Sax am südöstlichen Fuss des Alpsteins sowie Haag und Salez in der Rheintalebene. Nachbargemeinden/-bezirke sind die Gemeinden Buchs, Gams, Wildhaus-Alt St. Johann und Altstätten im Kanton St. Gallen sowie der Bezirk Schwende-Rüte im Kanton Appenzell Innerrhoden. Die Gemeinde grenzt über dem Rhein im Fürstentum Liechtenstein an Ruggell und Gamprin sowie an die Eschner Exklave Rheinau-Tentscha.
Richtung Schwende verläuft der Sax-Schwende-Bruch.

## Geschichte
Das frühbronzezeitliche Beilklingendepot von Salez weist vermutlich auf eine Rheinfurt hin. Sennwald wurde 820 als in silvam vocatam Sennius und 1351 als Sennwalt urkundlich erwähnt. Das im Frühmittelalter von den Rätoromanen besiedelte Gebiet war ab 1193 im Besitz der Freiherren von Sax, die ihre Burg Forstegg um 1200 in erhöhter Lage errichteten. 1396 erwarb Eberhard von Sax den Hof Sennwald von den Grafen von Werdenberg. Im Schwabenkrieg wurde Sennwald 1499 von kaiserlichen Truppen niedergebrannt. Alle fünf Dörfer gehörten 1517 zur Herrschaft Sax-Forstegg, 1615 bis 1798 zur gleichnamigen Landvogtei der Stadt Zürich, 1798 bis 1803 zum Kanton Linth und seit 1803 als politische Gemeinde zum Kanton St. Gallen – bis 2003 im Bezirk Werdenberg.
Sennwald war ursprünglich nach Bendern pfarrgenössig. 1422 erhielt es eine eigene Pfarrei, 1514 ebenso Salez. Im 17. Jahrhundert setzten die Zürcher die Reformation definitiv durch.
Die Bevölkerung lebte vor 1800 von Vieh-, Schaf- und Pferdezucht. Wichtig war zudem der Transitverkehr mit den Susten in Salez und Sennwald sowie den Rheinfähren Salez-Ruggell und Haag-Bendern. Insbesondere Haag und Salez litten im 18. und 19. Jahrhundert unter den Rheinüberschwemmungen. 1862 bis 1883 erfolgte die Rheinkorrektion, 1810 der Bau der Strasse von Wildhaus nach Haag und 1823 von Buchs nach Sennwald. 1867 wurde die erste Rheinbrücke Haag–Bendern errichtet. Seit 1967 existieren in Haag und Sennwald Autobahnanschlüsse. Die Landwirtschaft gewann dank der Entsumpfung des Saxerriets 1917–1928 und der Gesamtmelioration 1972–1996 zusätzliche Flächen. 1925 siedelten sich die Strafanstalt Saxerriet und 1977 die kantonale Landwirtschaftliche Schule Rheinhof an. Das Projekt einer Erdölraffinerie in Sennwald kam nicht zustande. In der Gemeinde wurde 1971 der erste geologische Wanderweg der Schweiz errichtet. Die zwischen 1880 und 1970 einseitige Ausrichtung auf die Textilindustrie wurde abgelöst durch verschiedene Hightech-Industrieunternehmen (Druckzentrum Sopag, VAT Vakuumventile AG, Koenig Feinstahl). Die Pyropac AG, die grösste Heizungsbauerin der Schweiz, hat ihren Sitz in Sennwald und gehörte 2011 zu den grössten Arbeitgeberinnen im St. Galler Rheintal. 2005 zählte die Gemeinde 2895 Arbeitsplätze, davon rund 57 % im zweiten Wirtschaftssektor.

## Bevölkerung
| Jahr      | 1850  | 1900  | 1950  | 2000  | 2010  | 2019  |
| Einwohner | 2877  | 2816  | 2965  | 4484  | 4845  | 5665  |
| Quelle    | [ 6 ] | [ 6 ] | [ 6 ] | [ 6 ] | [ 7 ] | [ 7 ] |

## Wirtschaft
Die VAT Group in Haag ist der grösste Arbeitgeber der Gemeinde mit Hauptsitz in Haag und ein Marktführer in der Vakuumventiltechnik. Ihre Produkte werden hauptsächlich in der Halbleiterfertigung eingesetzt. Die Brusa Elektronik AG in Sennwald  beliefert heute vor allem Automobilkonzerne mit Leistungselektronik für Elektrofahrzeuge.  Ebenfalls ein grosser Arbeitgeber mit Hauptsitz in Haag ist die Sulzer Mixpac AG, eine Tochter des Sulzer-Konzerns. Diese stellt Systeme für Mischen, Dosieren und Applizieren von Ein- und Mehrkomponenten-Dentalmaterialien her. Die kybun AG des Ostschweizer Schuhpioniers Karl Müller stellt seit 2011 einen Teil ihrer Schuhe in Sennwald her. Die Ansiedlung dieser auch international sehr erfolgreichen Firmen hat geholfen, die Gemeinde zu einer der steuergünstigsten im Kanton St. Gallen zu machen.

## Bildung
In Salez befindet sich die Oberstufe für die gesamte politische Gemeinde Sennwald. Das Schulhausgebäude wurde 1993/94 erweitert und umgebaut. Im selben Gebäude befindet sich auch die Primarschule von Salez.
Bis Ende 2004 bildete jedes Dorf eine eigenständige Schulgemeinde. Zusätzlich bestand für die Oberstufe eine gemeinsame Schulgemeinde über alle fünf Dörfer. Am 1. Januar 2005 wurden diese Schulgemeinden zusammengefasst. Sie umfasst etwa 700 Schüler aller Schulstufen und 70 Lehrer.
Ebenfalls befindet sich in Salez die Landwirtschaftliche Schule, die verschiedene Lehrgänge für landwirtschaftliche Berufe anbietet.

## Kirchen
Die Mehrheit der Einwohner der politischen Gemeinde Sennwald ist entweder reformierten oder katholischen Glaubens. Auf dem Gemeindegebiet liegen drei reformierte Kirchengebäude (in Salez, Sax und Sennwald) und eine katholische Kirche (zwischen Sennwald und Frümsen). Daher gab es bis zum 31. Dezember 2014 innerhalb der politischen Gemeinde Sennwald auch drei verschiedene reformierte Kirchgemeinden: Salez-Haag, Sax-Frümsen und Sennwald-Lienz-Rüthi (mit Lienz SG und Rüthi). Diese drei Kirchgemeinden haben sich per 1. Januar 2015 zur Evangelisch-Reformierten Kirchgemeinde Sennwald (Kirchgemeindepräsident: Michael Berger, Salez) zusammengeschlossen. Die katholische Kirchgemeinde ist deckungsgleich mit der politischen Gemeinde und umfasst somit alle fünf Dörfer. Sie wurde 1970 gegründet und ist seit 2005 der Seelsorgeeinheit Werdenberg angeschlossen.

## Freizeit
Sportliche Betätigungen organisieren die vier Turnvereine Sennwald, Sax, Frümsen und Salez-Haag. Der FC Haag fördert den Nachwuchs im Fussball. Sportanlässe sind das jährliche Rangturnen sowie die interregional beliebten Unihockeyturniere in Salez und Sennwald.
Oberhalb des Dorfes Frümsen befindet sich die Talstation der Luftseilbahn Frümsen–Staubern. Sie fährt hinauf zum Berggasthaus Staubern (1751 m), das unterhalb der Staubernkanzel steht und von dem aus Wanderungen in den Alpstein möglich sind.

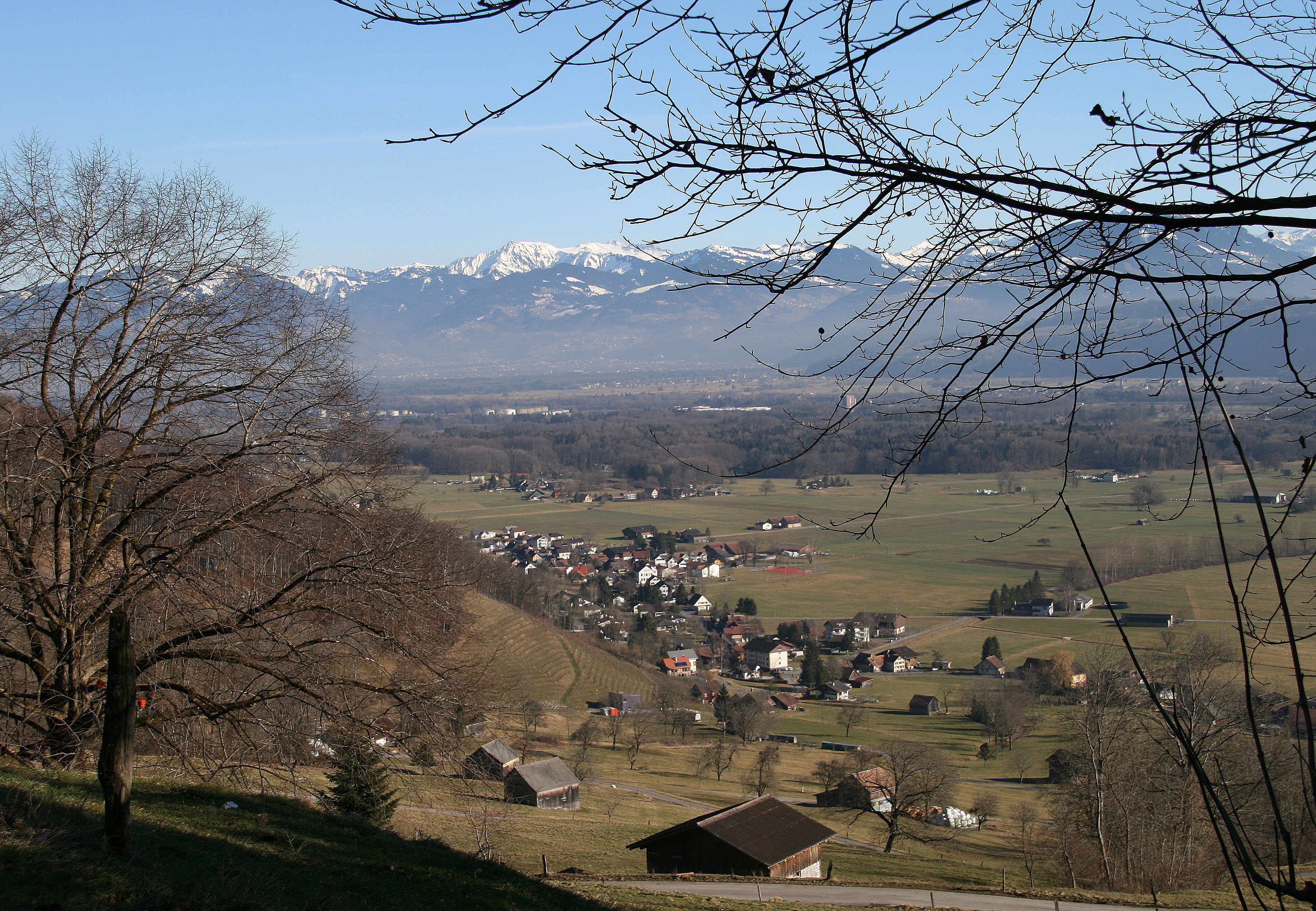
Frümsen
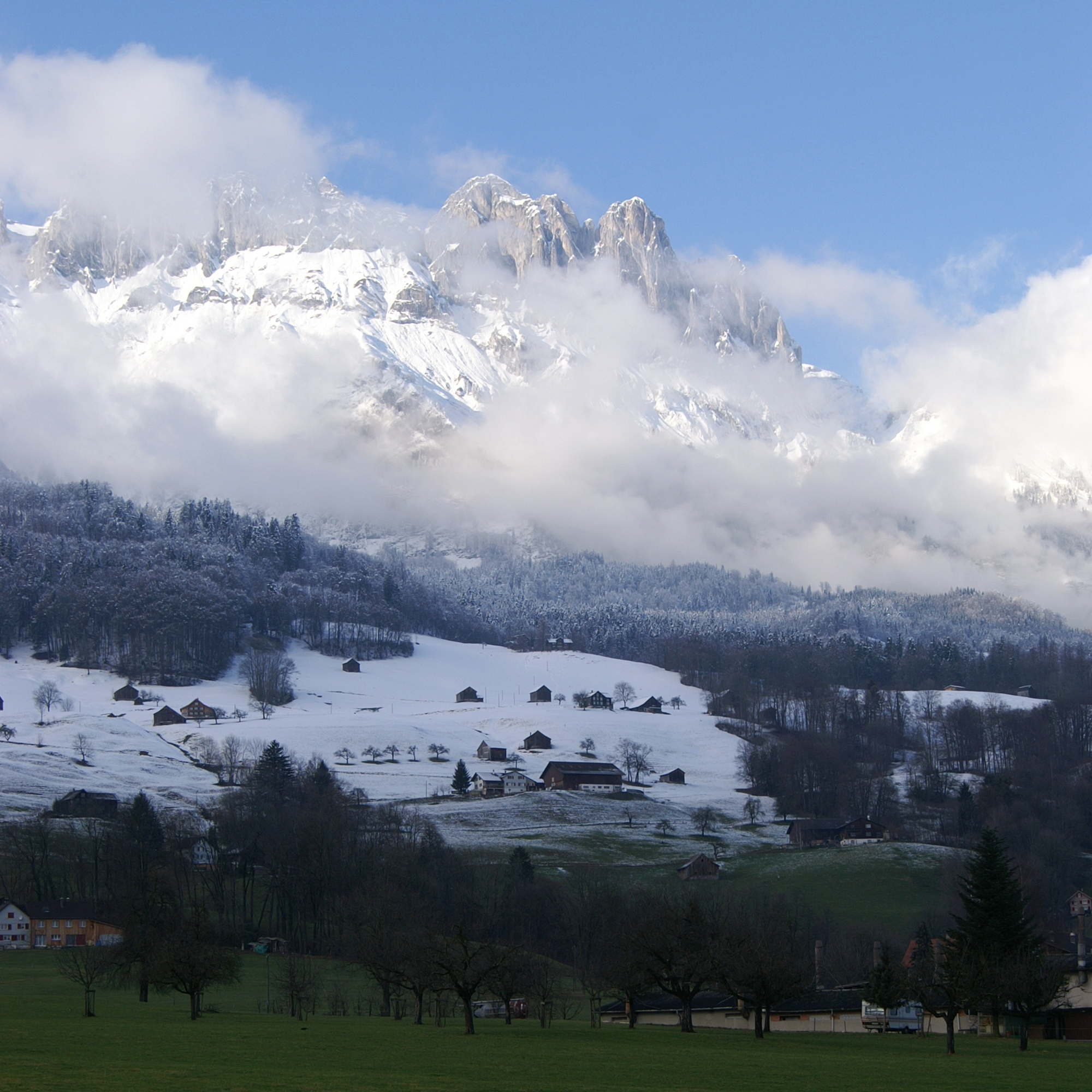
Kreuzberge mit Saxer Lücke
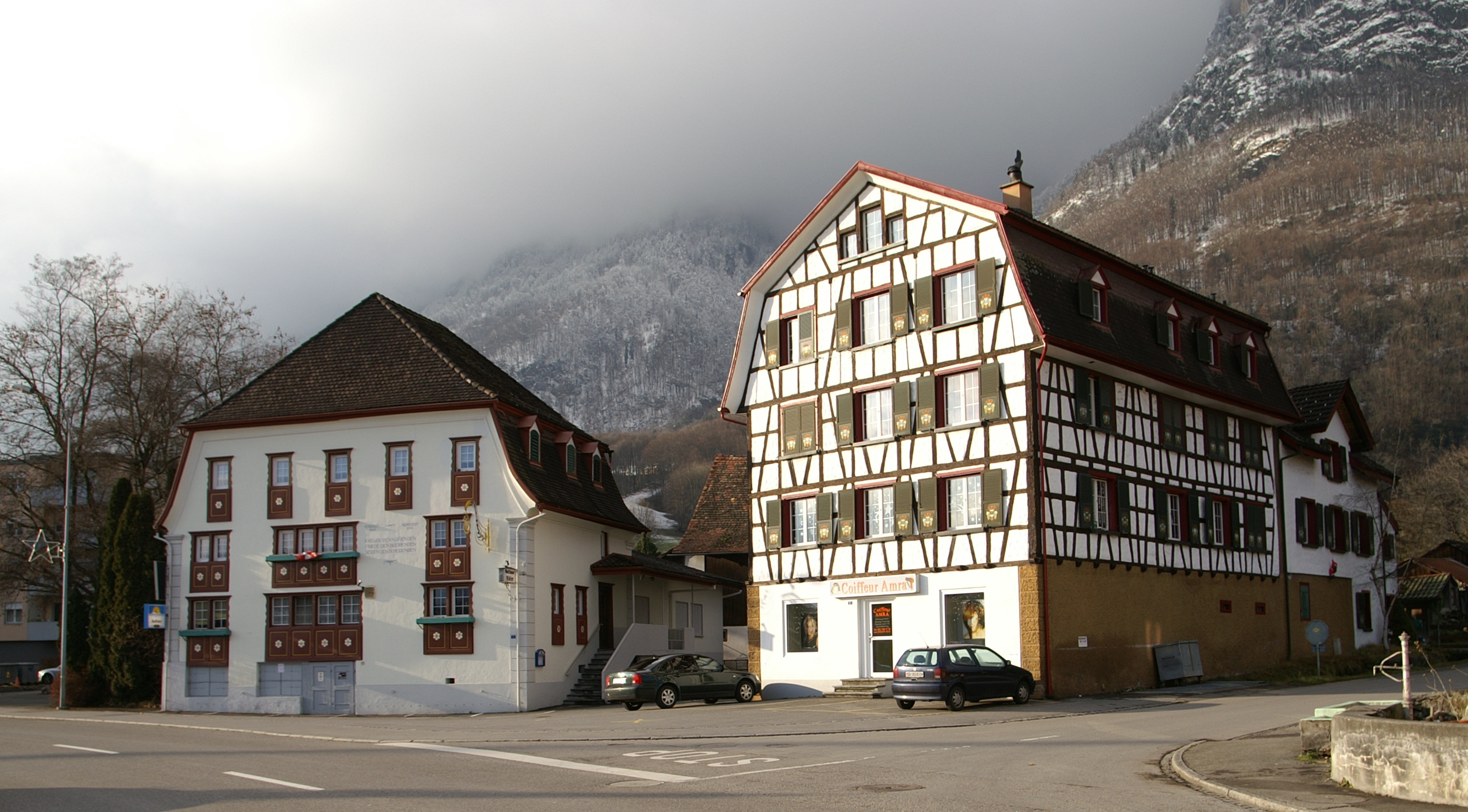
Historische Häuser in Sennwald
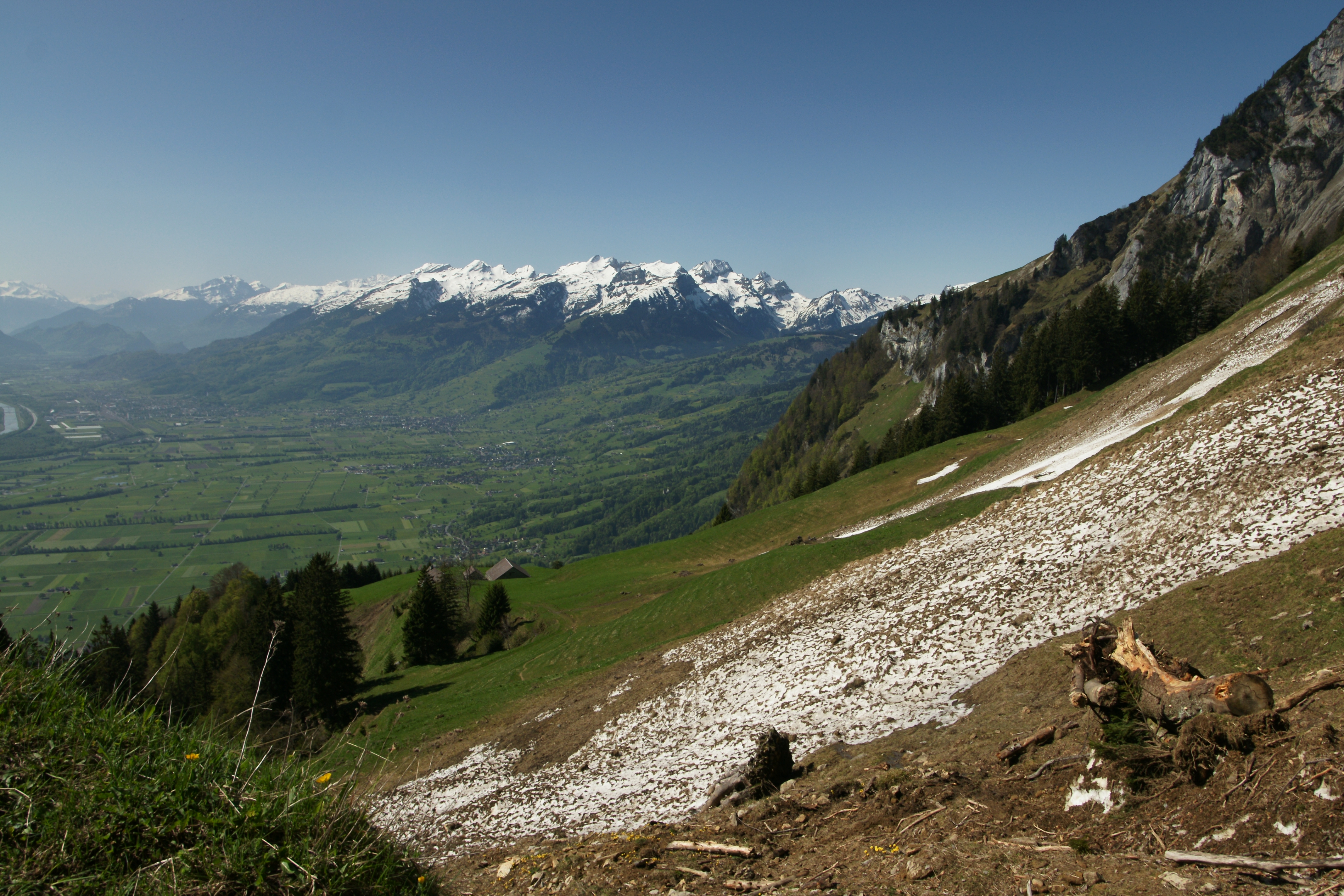
Frümseralp mit Sicht Richtung Grabs

## Persönlichkeiten
- Paul Aebi, Fabrikant
- Richard Aebi, Fabrikant und Lokalhistoriker
- Gallus Berger (1903–1982), von Salez in Buchs, Maurer, Gipser, Präsident des Schweizerischen Bau- und Holzarbeiterverbandes, Nationalrat
- Hans Boesch (1926–2003), Schriftsteller
- Anna Göldi, die letzte als angebliche Hexe von der Justiz getötete Schweizerin, wurde 1734 in Sennwald geboren
- Johannes Göldi, Lehrer und Historiker
- Ulrich Göldi, Landammann
- Jost Grob (1611–1692), Pfarrer; er war von 1634 bis 1647 evangelischer Seelsorger in Salez und bekehrte 1637 die Einwohner von Haag zum evangelischen Glauben
- Freiherr Johann Philipp von Hohensax (16. Jh.), Humanist und Diplomat, als Mumie unter dem Namen Schwarzer Ritter erhalten
- Ulrich IX. Freiherr von Hohensax, Söldnerführer, Feldherr und Diplomat
- Jean Reich (1873–1950), Sportschütze, Olympiasieger und Weltmeister
- Urs Tinner (* 1965), Ingenieur und ehemaliger Agent
- Adrian Ziegler, Apotheker und Buchverfasser